# 逸東邨公共交通總站

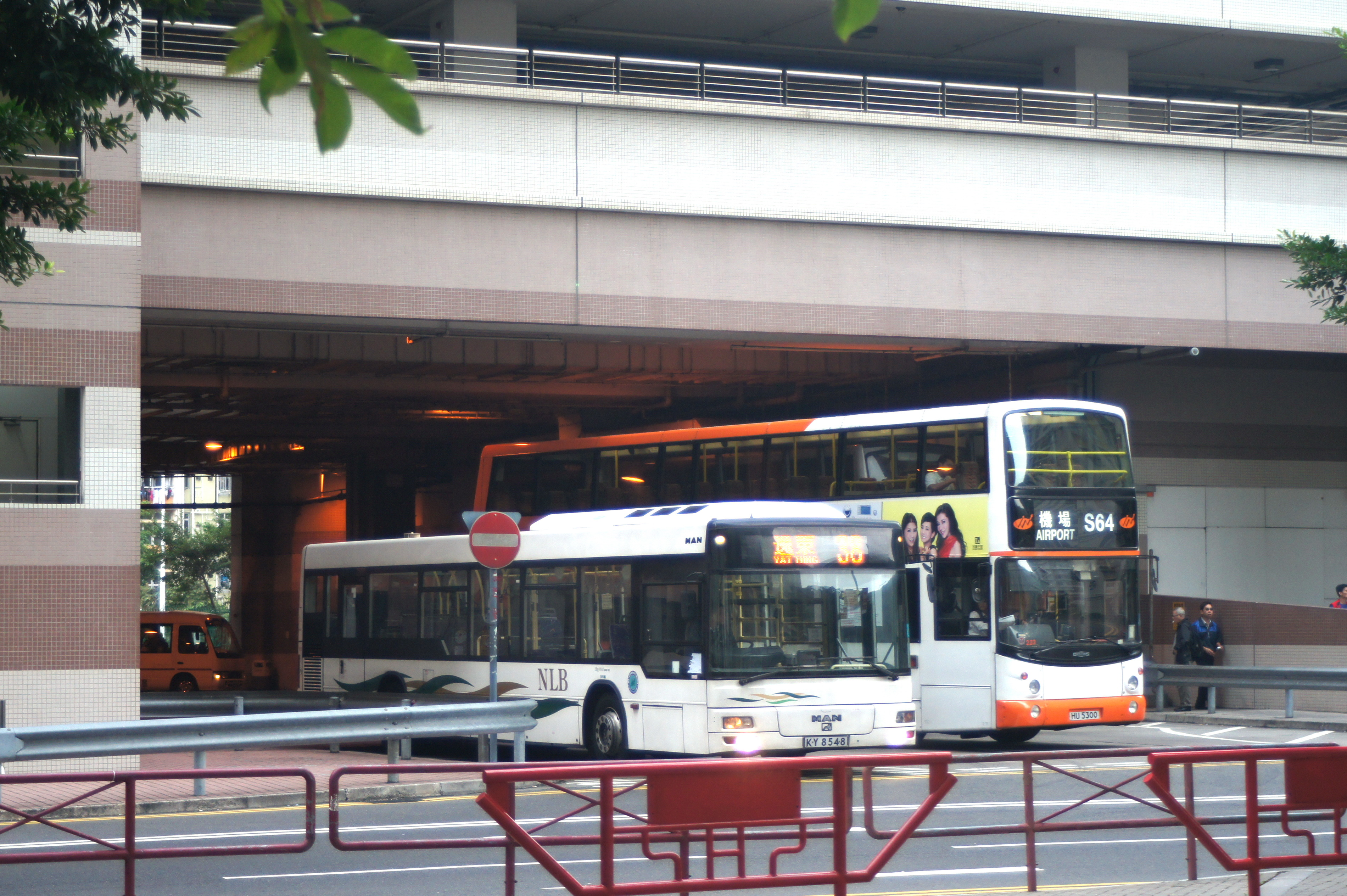
新大嶼山巴士37線和龍運巴士S64線巴士從逸東邨公共交通總站東面出口駛出

逸東邨公共交通總站位於新界離島區東涌逸東街逸東邨三號停車場內，對面為勤逸樓及傑逸樓，周邊有逸東（一）邨及逸東（二）邨包圍，為一個室內環狀公共運輸交匯處，現時有15條巴士路線以此為總站，另有3條巴士路線途經。

## 總站路線資料

### 新大嶼山巴士37線
- 迎東邨 ↔ 逸東邨

於1999年6月20日投入服務，2001年3月15日延長至由此開出，途經港青基信書院（部份時段）、東涌市中心、東涌新發展碼頭、海堤灣畔及藍天海岸。

### 新大嶼山巴士38線
- 逸東邨 ↺ 東涌站巴士總站

於2001年3月15日投入服務，2004年5月30日延長至由此開出，途經東堤灣畔、東涌站、東薈城及裕東苑，為新大嶼山巴士班次最頻密的路線。

### 城巴E21A、E21B線
E21A
- 何文田（愛民邨） ↔ 東涌（逸東邨）

於2002年10月21日投入服務，2007年5月21日配合服務重組改為來往何文田，途經滿東邨、東涌市中心、東涌北、青嶼幹線、青荃橋、荃灣路、荔枝角、長沙灣、深水埗及旺角，只於每天14:10 - 22:00 (往何文田)/07:30 - 15:50 (往東涌)提供服務。
E21B
- 何文田（愛民邨） ↔ 東涌（逸東邨）

於2002年8月29日投入服務，此線起訖點及繞經與E21A相同，不同的是繞經東涌市中心而不經東涌北，只於每天05:40 - 13:50 (往何文田)/16:10 - 23:50 (往東涌)提供服務。

### 龍運巴士E31線
- 荃灣（愉景新城） ↔ 東涌（逸東邨）

於1997年5月22日投入服務，2004年5月30日延長至由此開出，2019年2月2日起，改經滿東邨、東涌市中心、青嶼幹線、青衣西路、長安邨、青荃橋、大窩口站、沙咀道及荃灣站，為龍運巴士首條開辦的路線，同時為少數不途經香港國際機場的北大嶼山對外路線。

### 城巴S52、S52P線
S52
- 東涌（逸東邨） ↔ 飛機維修區
- 東涌（逸東邨） → 飛機維修區(特別班次)

於1998年6月22日投入服務，2004年5月30日延長至由此開出，途經東涌市中心、國泰城、機場空運中心、亞洲空運中心及政府飛行服務隊總部。
S52P
- 東涌（逸東邨） ↺  駿坪路（亞洲空運中心）

於1999年6月20日投入服務，2004年5月30日延長至由此開出，途經東涌市中心、機場空運中心及亞洲空運中心，只於平日上午繁忙時間提供服務，為城巴S52線的短途班次。

### 龍運巴士S64、S64C線
S64
- 東涌（逸東邨） ↺ 機場

於1998年6月22日投入服務，2004年5月30日延長至由此開出，途經港鐵東涌站、國泰城、超級一號貨站、空郵中心、國泰航膳中心、一號客運大樓及富豪機場酒店，只於每日上午繁忙時間以外提供服務。
S64C
- 東涌（逸東邨） ↺ 貨運航膳區（上午繁忙時間班次）
香港空運貨站 → 東涌（逸東邨）（下午繁忙時間班次）

於2014年11月22日投入服務，途經港鐵東涌站、國泰城、超級一號貨站、空郵中心及國泰航膳中心，上午班次只於每日上午繁忙時間提供服務，下午班次只於平日下午繁忙時間提供服務。

### 新大嶼山巴士N38線
- 東涌（逸東邨） ↔ 東涌站巴士總站

於2001年8月16日投入服務，2004年5月30日延長至由此開出，途經東堤灣畔及裕東苑，只於深宵時段提供服務。

### 龍運巴士N64線
- 機場（地面運輸中心） → 東涌（逸東邨）  (只供落客，不設回程）

於2009年10月12日投入服務，途經一號客運大樓、富豪機場酒店、國泰城、超級一號貨站、空郵中心、國泰航膳中心及東涌市中心，只於深宵時段提供服務。

## 途經路線資料

### 新大嶼山巴士34線
- 東涌達東路巴士總站 ↔ 石門甲

於1997年8月16日投入服務，途經逸東邨、馬灣新村、東涌炮台及龍井頭。

### 新大嶼山巴士37H線
- 迎東邨 ↺ 滿東邨

### 城巴E21X線
- 東涌（滿東邨） → 紅磡站

### 城巴E22S線
- 東涌（滿東邨） ↔ 將軍澳（寶琳）

### 龍運巴士S64X線
- 滿東 ↺ 機場

於2014年11月22日投入服務，途經東涌市中心、國泰城、國泰航膳中心、一號客運大樓及富豪機場酒店，只於每日繁忙時間提供服務。

## 過往路線
已遷出
- 城巴E21X線（總站遷往滿東邨巴士總站,此站則變為中途站）
- 龍運巴士E36A線（總站遷往逸東街「逸東邨居逸樓」）
- 龍運巴士E42P線 （總站遷往逸東街「逸東邨居逸樓」）

已取消
- 龍運巴士E34P線
- 龍運巴士E34X線

## 外部連結
- 新大嶼山巴士
- 逸東邨總站 （页面存档备份，存于），城巴／新巴
- 龍運巴士 （页面存档备份，存于）